# Edgardo Antinori
Edgardo Marcelo Antinori Rodrigues (ur. 22 grudnia 1969 w Rosario) – argentyński judoka. Olimpijczyk z Barcelony 1992, gdzie zajął 34. miejsce wadze lekkiej.
Uczestnik mistrzostw świata w 1991. Startował w Pucharze Świata w 1992. Brązowy medalista mistrzostw panamerykańskich w 1990 i 1992 roku. 

## Letnie Igrzyska Olimpijskie 1992
| Konkurencja | Eliminacje                 | Klas. końcowa |
| Konkurencja | Przeciwnik I               | Miejsce       |
| ----------- | -------------------------- | ------------- |
| 71 kg       | Norbert Haimberger (AUT) P | 34.           |